# Académie Julian
L'Académie Julian est une école privée de peinture et de sculpture, fondée à Paris en 1866 par les époux peintres Rodolphe Julian et Amélie Beaury-Saurel.  Elle regroupait à son apogée plusieurs ateliers, dont les « ateliers pour femmes ». Nombre  d'artistes, femmes et hommes, l'ont fréquentée à la fin du XIXe siècle et dans le premier quart du XXe siècle.

## Historique

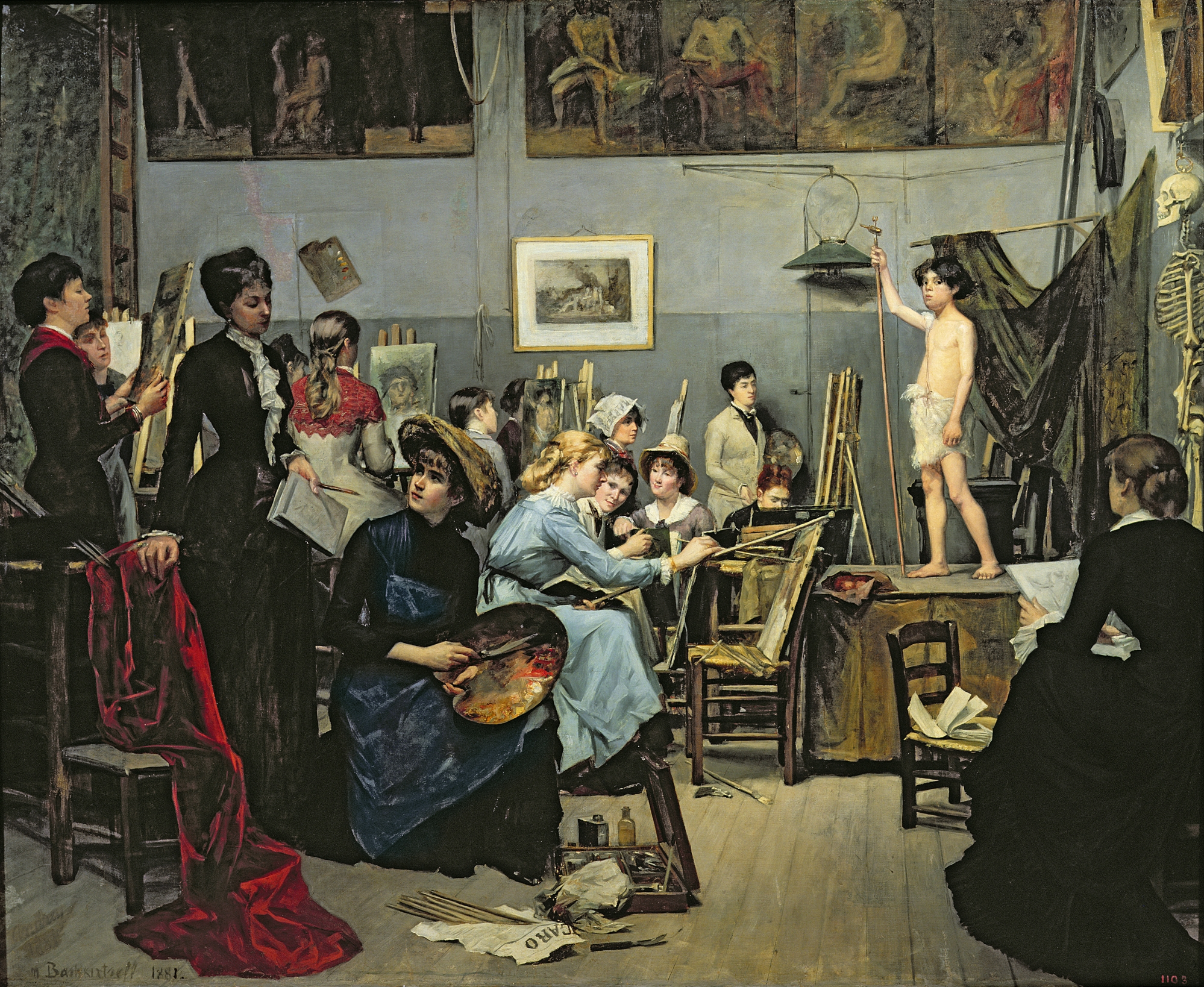
Marie Bashkirtseff, L'Académie Julian (1881), huile sur toile, musée d'art de Dnipropetrowsk.

L'histoire commence en 1866 avec l'ouverture par Rodolphe Julian — dans un immeuble du passage des Panoramas situé au-dessus de la boutique Stern — d'un atelier où il reçoit des élèves. En 1868, Rodolphe Julian ouvre un second espace de cours au 27 de la galerie Montmartre, à quelques mètres de là.
Devenue l'Académie Julian, elle ouvre par la suite de nombreux autres ateliers. Pour capter une clientèle de femmes bourgeoises, est créé en 1876 un cours libre réservé aux femmes et où les hommes peuvent poser (en caleçon) en tant que modèles ; cette classe est dirigée par Amélie Beaury-Saurel et est située au-dessus de l'atelier réservé aux hommes. En 1880, est ouvert un nouvel espace réservé aux femmes au no 51 rue Vivienne. Deux autres lieux ouvrent également, l'un dans le 6e arrondissement au no 31 rue du Dragon (1868), l'autre dans le 8e arrondissement au 5 rue de Berri (« de Berry », en 1888.), lequel est appelé « atelier des Dames » et comprend trois ateliers. La sculpture y est également enseignée. Puis est ouvert, près de Pigalle, un atelier réservé aux hommes au 28 rue Fontaine avec entrée rue Fromentin.
En 1902, Julian et son épouse Amélie Beaury-Saurel (son ancienne élève) possèdent donc en tout six ateliers ou studios répartis sur Paris, ce qui représente une surface totale des plus importantes pour l'époque. Ils enseignent eux-mêmes et s'entourent d'une quinzaine de professeurs peintres comme Jules Lefebvre, Tony Robert-Fleury, Adolphe-William Bouguereau, Jean-Paul Laurens et de sculpteurs comme Henri Bouchard et Paul Landowski.
Pour les jeunes femmes, l'Académie constituait une des rares alternative aux cours offerts par l'École des beaux-arts, l'entrée dans cet établissement public leur ayant été interdite jusqu'en 1897. Elles avaient, en outre, la possibilité de peindre des nus à partir de modèles masculins, preuve d'un laxisme intolérable aux yeux des instances officielles. Afin d'économiser l'argent des contribuables en décourageant l'inscription d'étudiants étrangers, l'École des beaux-arts imposait, de surcroît à ses candidats une épreuve de langue française réputée difficile, ce qui fit que l'Académie Julian attira un grand nombre d'étudiants venus de tous les pays d'Europe aussi bien que du continent américain. Enfin, l'Académie accueillait non seulement les artistes professionnels, mais aussi les amateurs compétents désireux de perfectionner leur art, et à ce titre, là aussi, des femmes plutôt issues de la bourgeoisie.

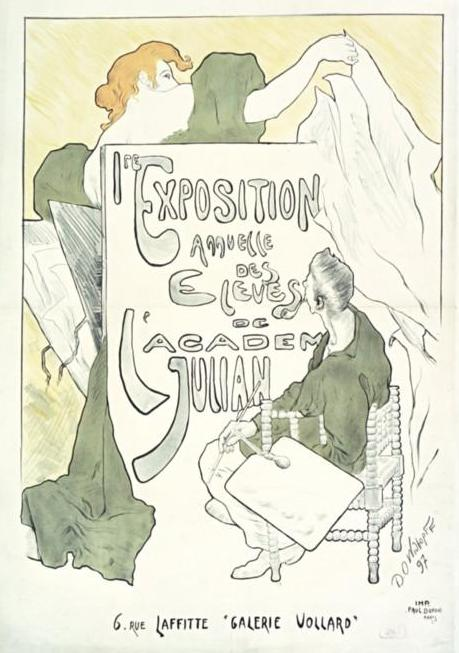
Exposition annuelle des élèves organisée chez Ambroise Vollard, affiche de Widhopff, 1897.

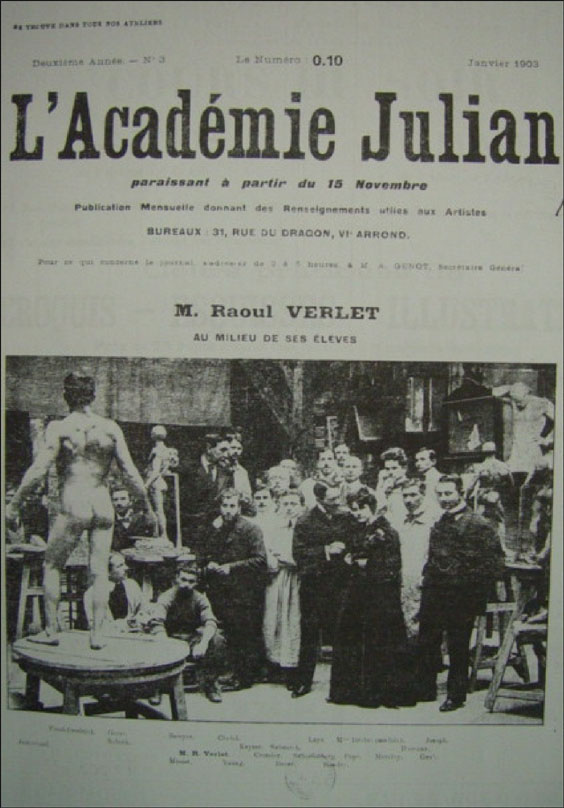
Revue de l'Académie Julian, janvier 1903.

Par la qualité de ses enseignants, l'Académie Julian acquit rapidement une certaine renommée. Elle put ainsi, à partir de 1903, présenter ses élèves au prix de Rome tout en servant de tremplin à ceux qui ambitionnaient d'exposer dans les Salons ou de se lancer dans une carrière artistique. La discipline n'était pas toutefois son point fort. Les étudiants, le plus souvent livrés à eux-mêmes, se faisaient remarquer par leurs canulars et leurs défilés dans les rues de Paris, les scandales se succédant jusqu'en pleine Belle Époque. Cela n'empêcha pas un groupe de jeunes peintres rebelles de devenir célèbre sous le nom de Nabis dès 1888-1889. D'autres grands noms de la peinture restent associés à l'Académie Julian, entre autres ceux d'Albert André, Marcel Baschet, André Favory, Léon Bakst, Pierre Clayette, Claude Schürr, Jean Dubuffet, Marcel Duchamp, Jacques Villon, Édouard Vuillard et Henri Matisse.
Après la mort de Rodolphe Julian en 1907, son épouse Amélie Beaury-Saurel continue de s'occuper des Académies. Elle confie celle de la rue du Dragon à son neveu Jacques Dupuis. Il meurt en 1916 et c'est son frère Gilbert Dupuis qui reprend la direction de cette succursale. Amélie meurt en 1927 et les ateliers situés galerie Montmartre sont fermés en 1929 pour travaux.
Ce qui reste de l'Académie Julian est fermé pendant la Seconde Guerre mondiale et deux de ses ateliers vendus en 1946. Le reste rouvre le 12 octobre 1946 sous l'initiative d'André Del Debbio et Cécile Beldent, laquelle est la dernière propriétaire et directrice de l'atelier rue de Berri. Fin 1949, le phare de Honfleur, désaffecté, est acheté pour recevoir les boursiers de l'Académie. Les studios de la rue du Dragon sont rachetés à André Corthis, nièce de Rodolphe Julian qui avait hérité en 1927 de l'Académie, par Guillaume Met de Penninghen et Jacques d’Andon en 1959. Ils sont ensuite intégrés à l'Atelier Penninghen pour devenir l'École supérieure d'arts graphiques Penninghen en 1968. Les ateliers de la rue de Berri sont dirigés par Cécile Beldent, avec André Del Debbio, jusqu'en mars 1974, date de leur expropriation par des promoteurs. Un nouvel espace, plus petit, est alors ouvert au 28 boulevard Saint-Jacques. Del Debbio a dirigé, à partir de cette date, l'Académie Julian-Del Debbio, en professant la sculpture et le dessin avec modèles vivants. L'Académie Julian fait maintenant partie de l'ESAG Penninghen.
L'histoire de l'Académie Julian a été jusqu'ici relativement peu étudiée en France. Aucun dossier d'artiste n'a été conservé, et seulement une partie des registres existe encore : ceux de la section des hommes, couvrant la période 1870-1932 et ceux de la section des femmes, période 1880-1907, consultables aux Archives nationales.
L'atmosphère régnant dans cette école paraît avoir été joyeuse, si l'on en juge par ce passage d'un compte-rendu du Carnaval de Paris de 1888 dans le Journal des débats :

« Parmi les groupes de masques, le plus original était celui des élèves de l'atelier Julian, du faubourg Saint-Denis [i.e. de la galerie Montmartre]. Ces jeunes gens, vêtus de la blouse d'atelier et dont quelques-uns portaient comme enseignes des châssis de peintres cloués au bout de longs bâtons, formaient un chœur et un orchestre, et parodiaient les airs de tous les répertoires. Ils se sont rendus devant le groupe de la Danse de Carpeaux, à l'Opéra, et ont entonné des chants avec accompagnement de bigophones en carton. »

En 2015, les archives de l'académie Julian (période 1868-1905) sont léguées aux Archives nationales.

## Élèves de l'Académie Julian
| Artistes classés selon leur pays d'origine Période 1867-1940 | Artistes classés selon leur pays d'origine Période 1867-1940                                       | Artistes classés selon leur pays d'origine Période 1867-1940 |
| ------------------------------------------------------------ | -------------------------------------------------------------------------------------------------- | --- |
|                                                              | Algérie française (avant 1962)                                                                     | Maurice Alexandre Berthon - Pierre Laffillé - Roger Limouse - Maurice Mazo - Henry Valensi |
|                                                              | Allemagne (ou Empire allemand avant 1918)                                                          | Ernst Barlach - Fritz Erler - Ludwig von Hofmann -Georg Kolbe - Käthe Kollwitz - Jeanne Mammen - Johannes Martini - Ludwig Meidner - Emil Nolde - Leo Putz - Hilla de Rebay - Ludwig Scheuermann (de) - Susanne von Nathusius |
|                                                              | Argentine                                                                                          | Chas Laborde |
|                                                              | Arménie (Empire ottoman)                                                                           | Edgar Chahine - Richard Jeranian |
|                                                              | Australie                                                                                          | Agnes Goodsir - Edmund Wyly Grier |
|                                                              | Autriche                                                                                           | Richard Geiger, Carl Moser |
|                                                              | Belgique                                                                                           | Louise De Hem - Fernand Khnopff - Émile Motte - Georges-Émile Lebacq - Albert Lemaître - Fernand Allard l'Olivier - Camille Wauters |
|                                                              | Biélorussie (Empire russe)                                                                         | Léon Bakst |
|                                                              | Brésil                                                                                             | Georgina de Albuquerque - Tarsila do Amaral- Rodolfo Amoedo - Julieta de França - Ismael Nery - Nicolina Vaz de Assis - Eliseu Visconti - Emmanuel Zamor |
| Bulgarie                                                     | Bulgarie                                                                                           | Elvire Jan |
| Canada                                                       | Canada                                                                                             | Frank Milton Armington - Caroline Helena Armington - Raoul Barré - Henri Beau - Octave Bélanger - André Bergeron - Franklin Brownell - William Blair Bruce - Berthe Des Clayes - Maurice Cullen - Rodolphe Duguay - Georges-Henry Duquet - Henri Fabien - Claire Fauteux - Joseph-Charles Franchère - Denyse Gadbois - Clarence Gagnon- Raymonde Gravel - - Randolph Hewton - Alexander Young Jackson - Gérard Lavallée - Ernest Lawson - Ulric Lamarche - Arthur Lemay - Marguerite Lemieux - James Wilson Morrice - Lorenzo de Nevers- Sophie Pemberton - Robert Pilot - John Charles Pinhey - Narcisse Poirier - Albert Henry Robinson - Joseph Saint-Charles - Louis Saint-Hilaire - Marc-Aurèle de Foy Suzor-Côté |
|                                                              | Chili                                                                                              | Rebeca Matte Bello |
|                                                              | Colombie                                                                                           | Francisco Antonio Cano |
|                                                              | Danemark                                                                                           | Kay Nielsen |
|                                                              | Égypte                                                                                             | Ahmed Sabri, Tahia Halim, Hamed Abdallah |
| Espagne                                                      | Espagne                                                                                            | Hermen Anglada Camarasa - Hélène Elizaga - Lluïsa Vidal i Puig - Juan de Echevarría - Antonio Quirós |
|                                                              | Estonie (Empire russe avant 1917)                                                                  | Maurice Grün |
| États-Unis d'Amérique                                        | États-Unis                                                                                         | George Charles Aid - Karl James Anderson - Thomas Pollock Anshutz - Louis Armand - Cecilia Beaux - Frank Weston Benson - Thomas Hart Benton - Saul Bernstein - George Biddle - Gutzon Borglum - Dwight Frederick Boyden - George Elmer Browne - Christy Chakos - Jefferson David Chalfant - Robert W. Chambers - Gino Conti - Eanger Irving Couse - Ralph Wormeley Curtis - Otho Cushing - Arthur Wesley Dow - Edward Dubuque - Mary Fairchild - Birgitta Moran Farmer (en) - John Marshall Gamble - Henri Bernard Goetz - Childe Hassam - Chester C. Hayes - Charles Hopkinson (en) - William Samuel Horton - Cecil de Blaquiere Howard - Amédée Joullin - Edwin H. Kiefer - Anna Klumpke - Louis Aston Knight - Albert Henry Krehbiel (en) - Henriette Labonne - John Levee - Frank Xavier Leyendecker - Joseph Christian Leyendecker - Arthur Frank Mathews (en) - Willard Leroy Metcalf - Richard Miller - John Muench - Elizabeth Nourse - Henri Oren - Jules Pagès - Waldo Peirce - Lilla Cabot Perry - Henry Varnum Poor - Edward Clark Potter (en) - Joseph Raphael - John Willard Raught (en) - Robert Rauschenberg - John Recknagel - Granville Redmond- Guy Rose -John Singer Sargent - Fanny Van de Grift - Beatrice Wood - Grant Wood - Art Young - Ellen Day Hale - Helen Watson Phelps |
|                                                              | Finlande (grand-duché de Finlande au sein de l'Empire russe avant 1917 et de la Russie avant 1919) | Magnus Enckell - Akseli Gallen-Kallela - Pekka Halonen - Amélie Helga Lundahl - Vassily Krestovsky - Sam Vanni |
| France                                                       | France                                                                                             | Louis Abel-Truchet - Jules Adler - Gustave Alaux - Mirra Alfassa- Eugène Alluaud - Ernest Amas - Albert André - Jane Atché - Claude Autenheimer - Marcel Baschet - Maurice Bastide du Lude - Denise Battegay - Paul Baudier - Jean Bazaine - Émile Beaussier - Albert Bergevin - Marguerite Bermond - Marie Bermond - Henri Biva - Élisa Bloch - Paul Bocquet - Georges A. L. Boisselier - Pierre Bonnard - Étienne Bouchaud - Jean Bouchaud - Jean Boucher - Joseph-Félix Bouchor - Louise Bourgeois - Camille Bourget - André Boursier-Mougenot - Gaston Bouy - Mattéo Brondy - Clément Brun - Étienne Buffet - Hélène-Renée Cabart-Danneville - Joseph Carlier - Carpentier Marguerite-Jeanne - Jules Cavaillès - Pierre Cayol - Edmond Ceria - Maurice Chabas - Paul Chabas - Auguste Chabaud - Gabriel Charlopeau - Roger Chastel - Olivier Chéron - Pierre Clayette - René Collot d'Herbois - Émile Compard - Charles Cottet - Pierre Couronne - Jean-Joseph Crotti - Charles Darrigan-Raoul Dastrac - Simone Dat - Lucien Daudet - Hermine David - Magdeleine Dayot - Adolphe Déchenaud - Alfred Defossez - Henriette Delalain - Julie Delance-Feurgard - Maurice Denis - André Derain - Frédéric Deshayes - Louis-Marie Désiré-Lucas - Émilie Desjeux - Charles Devillié - André Dignimont - Jean Dubuffet - Marcel Duchamp - Georges Dufrénoy - Léonce Dumoulin - André Dunoyer de Segonzac - Louis Evrard - Abel Faivre - Suzanne Fajard - Yves Faucheur - Yvonne Fauny-Huet - Jean-Claude Fiaux, Madeleine Fié-Fieux - Inge Folégot - Lucien Fontanarosa - André Foy - Dominique Frassati - Odette Fumet - Jean de Gaigneron - Octave Gallian - Roland Marie Gérardin - Janik Gilbert - Françoise Gilot - Georges Gimel - Marguerite Godin - Clément Gontier -Georges Gounaro - Hélène Guinepied, dite Helguy - Henri Guinier - Marcel Hamel - Édouard Henry-Baudot - Emma Herland - Jeannine Hervé - Henri Hourtal - Léonie Humbert-Vignot - Henri-Gabriel Ibels - Marcel Jacque - René Jaudon - Gustave Louis Jaulmes - Georges Joubin - Émile Jourdan - Georges-André Klein - Nicola L. - Jean Émile Laboureur - Pierre Laffillé - François-Xavier Lalanne - Pierre Georges Lallement - Pierre Langlade - Albert Larcher - Jean Laronze - Jacques-Henri Lartigue - Louis Latapie - Alain Le Foll - Fernand Léger - Marie-Françoise de L'Espinay, Gisèle Celan-Lestrange - Roger Limouse - Robert Lotiron - Eugène Loup - Jacques Majorelle - Lucien de Maleville - Jeanne Malivel - Martine Martine - Antoine Martinez - Henri Matisse - Charles Maurin - Suzanne Meunier - Arthur Midy - Charles Milcendeau - José Mingret - Pierre Aimé Mondan - George-Daniel de Monfreid - Guy de Montlaur - Henry Moret - Blanche Moria - Henri Morisset - Manuel Moros - Paul-Franz Namur - Roger Nivelt - Eugène Ogé - Jeanne Philippar-Quinet - Émile Picault - Sophie Postolska - Gaston Pottier - Jane Poupelet - Jacinthe Pozier - Jean Puy - Mélanie Quentin - Pierre Rambaud - Claude Rameau - Paul Elie Ranson - Émile Renouf - Aline Réveillaud de Lens - Lucie Rivel - Marcel Roche, Georges-Antoine Rochegrosse - Ker-Xavier Roussel - René de Saint-Delis - Eugénie Salanson - Paul René Schützenberger - Paul Sérusier - Paul Sibra - Lucien Simon - Henri Sollier - Danielle Denise Souanin - Philippe Steinmetz - Gabriel Sue - Léon Tanzi - Edmond Tapissier - Maurice Tastemain - Francis Tattegrain - Mariette Teisserenc - Emma Thiollier - Émile Thivier - Simone Tiersonnier - Anael Topenot - Louis-Édouard Toulet - Antony Troncet - Jan Vakowskaï - Louis Valtat - Paul Vera - Jean Vercoutter - Eugène Viala -Marcel Vicaire- Bernard Villemot - Emmanuel de La Villéon - Jacques Villon - André-Léon Vivrel - Édouard Vuillard - Yvonne Ziegler - Jenny Zillhardt - Madeleine Zillhardt - Lucien Kernest - Claire Bertrand |
|                                                              | Hongrie (Autriche-Hongrie avant 1919)                                                              | Róbert Berény - Albert Bertalan - József Egry - Károly Józsa - Philip Alexius de Laszlo - Lajos Márk - Ödön Márffy |
|                                                              | Irlande (Royaume-Uni avant 1916)                                                                   | Eileen Gray - Constance Markievicz - Sarah Henrietta Purser - Edyth Starkie-Rackham |
|                                                              | Italie                                                                                             | Marella Agnelli - Maria Feller |
|                                                              | Japon                                                                                              | Takeshiro Kanokogi - Sōtarō Yasui - Kamesuke Hiraga |
|                                                              | Jersey                                                                                             | John Saint-Hélier Lander |
|                                                              | Lettonie (Empire russe avant 1917)                                                                 | Frederic Fiebig |
|                                                              | Liban (Empire ottoman avant 1918)                                                                  | Khalil Gibran - Youssef Howayek |
|                                                              | Lituanie (Empire russe avant 1917)                                                                 | Jacques Lipchitz |
|                                                              | Nouvelle-Zélande                                                                                   | Charles Frederick Goldie - Sydney Lough Thompson |
|                                                              | Nigeria                                                                                            | Aina Onabolu |
|                                                              | Norvège                                                                                            | Augusta Harmens - Halfdan Hertzberg - Valentin Kielland - Wilhelm Rasmussen - Menga Schjelderup-Ebbe - Gunnar Utsond - Aagot Vangen |
|                                                              | Pays-Bas                                                                                           | Ferdinand Hart Nibbrig (en) |
|                                                              | Pologne (Empire russe, Empire allemand, ou Autriche-Hongrie avant 1918)                            | David Garfinkiel - Jozef Mehoffer - Dimitri d'Osnobichine - Wladyslaw Slewinski |
|                                                              | Portugal                                                                                           | Adriano de Sousa Lopes - Ana de Gonta Colaço - Aurélia de Souza - Domingos Rebelo - José Campas - Simão Luís da Veiga - Sofia Martins de Souza |
|                                                              | Roumanie                                                                                           | — Ion Andreescu - Constantin Artachino - Ioan Bărbulescu Aluta - Leon Biju - Catul Bogdan - Nicolae Brana - Henri Catargi - Alexandru Ciucurencu - Aurel Ciupe - Cecilia Cuțescu-Storck - Nicolae Dărăscu - Ion Dimitriu-Bârlad - Ștefan Luchian - Rodica Maniu - Ottilia Michail Oteteleșanu - Samuel Mützner - Dimitrie Paciurea - Gheorghe Petrașcu - Camil Ressu - Lola Schmierer Roth - Jean Alexandru Steriadi - Eustațiu Stoenescu - Ion Theodorescu-Sion - Artur Verona — |
|                                                              | Royaume-Uni                                                                                        | Robert Bevan - Frederick Brown - Francis Cadell - George Clausen - Charles Conder - Berthe Des Clayes - Walter Donne - Anne Dunn (en) - Jacob Epstein - Anthony Gross (en) - Brian Hatton - Stanley Hayter - Thomas William Marshall - Fred Mayor - Glyn Philpot - Eric Forbes-Robertson - Henry Meynell Rheam - Frederic Cayley Robinson - William Rothenstein - Herbert Ward |
|                                                              | Russie (Empire russe avant 1917)                                                                   | Boris Anrep - Marie Bashkirtseff - Cassandre - Alexandre Chevtchenko - Gleb Deroujinksy - Serge Férat - Eugène Lanceray - Jean de Peské - Max Weber |
|                                                              | Suède                                                                                              | Julia Beck - Bror Julius Olsson Nordfeldt - Jenny Nyström - Emma Chadwick - Carl Wilhelmson |
|                                                              | Suisse                                                                                             | Cuno Amiet - Otto Bänninger - Paul Basilius Barth - Ernest Biéler - Edmond Bille - Louise Catherine Breslau - Hiram Brülhart- Jean-Edouard de Castella - Jean-Joseph Crotti - Hans Erni - Arnold Geissbuhler - Wilhelm Gimmi - Werner Hartmann - Jacqueline Jonas - Joseph Kaiser - Maurice Lapaire - Hermann Obrist - Adolf Robbi - Andrea Robbi (de) - Louis Rivier - Félix Vallotton - Robert Wehrlin - Sophie Schaeppi - Alexis Forel - Emmeline Forel |
|                                                              | Tchécoslovaquie (Autriche-Hongrie avant 1919)                                                      | Eugénie Hauptmann-Sommer - František Kupka (1896) - Alfons Mucha - Karel Vítězslav Mašek |
|                                                              | Turquie (Empire ottoman)                                                                           | Cevat Dereli - Joaquim Perez - Refik Epikman |
|                                                              | Ukraine (Empire russe, Roumanie ou Autriche-Hongrie)                                               | Marie Bashkirtseff - Anna Bilińska-Bohdanowicz - Cassandre - Alexandre Chevtchenko - Jean Peské - Raphaël-Schwartz - David Ossipovitch Widhopff - Лопухіна Маріамна Андріанівна (uk) - Станкевич Софія (uk) |
|                                                              | Venezuela                                                                                          | Aimée Battistini (en)- Emilio Boggio - Emilio Mauri - Arturo Michelena- Francisco Narvaez- Pascual Navarro-Cristobal Rojas-Tito Salas |

## Enseignants à l'Académie Julian
| Classés selon leur pays d'origine Période 1867-1940 | Classés selon leur pays d'origine Période 1867-1940 | Classés selon leur pays d'origine Période 1867-1940 |
| --------------------------------------------------- | --- | --------------------------------------------------- |
| France                                              | France Jules Adler - Gustave Alaux - Jacques d'Andon - Marcel Baschet - Amélie Beaury-Saurel - Jean-Joseph Benjamin-Constant - Roger Bezombes - Jean Bouchaud - William Bouguereau - Gustave Boulanger - Albert Bouquillon - Alfred-Henri Bramtot - Jules Cavaillès - Roger Chapelain-Midy - Henri Chapu - Gustave-Henri Colin - Adolphe Déchenaud - André Del Debbio - Constant Detré - Théodore Devilly - Étienne Dinet - Paul Eschbach - Gabriel Ferrier - François Flameng - Roger-Edgar Gillet - Marcel Gimond - Marie Laforge - Henri Lagriffoul - Paul Landowski - William Laparra - Jean-Paul Laurens - Paul Albert Laurens - Jean-Pierre Laurens - Jules Joseph Lefebvre - Jean Lefeuvre - Roger Limouse - Edouard Mc Avoy - Georges Sauveur Maury - Guillaume Met de Penninghen - Henri Mirande - Pierre Eugène Montézin - Jules Pagès - Albert Patrisse - André Planson - Eugène Robert Pougheon - Denys Puech - Tony Robert-Fleury - Claude Roederer - Henri Royer - Émile Sabouraud - François Schommer - Léon Tanzi - Boris Taslitzky - Édouard Toudouze - Hubert Yencesse - Raoul Verlet - Henri Zo - Jacques Zwobada |                                                     |

## Documents

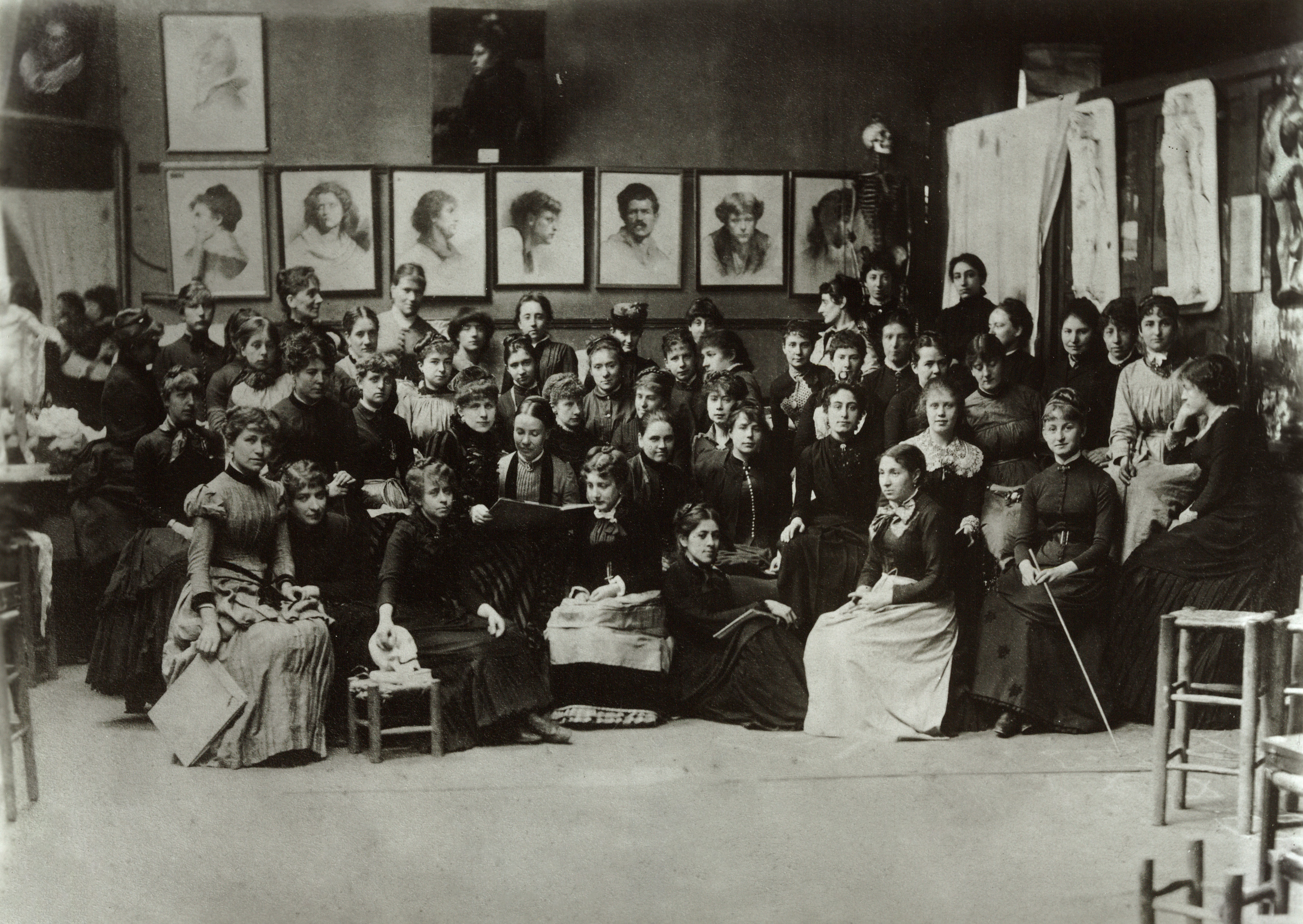
L'académie en 1885.
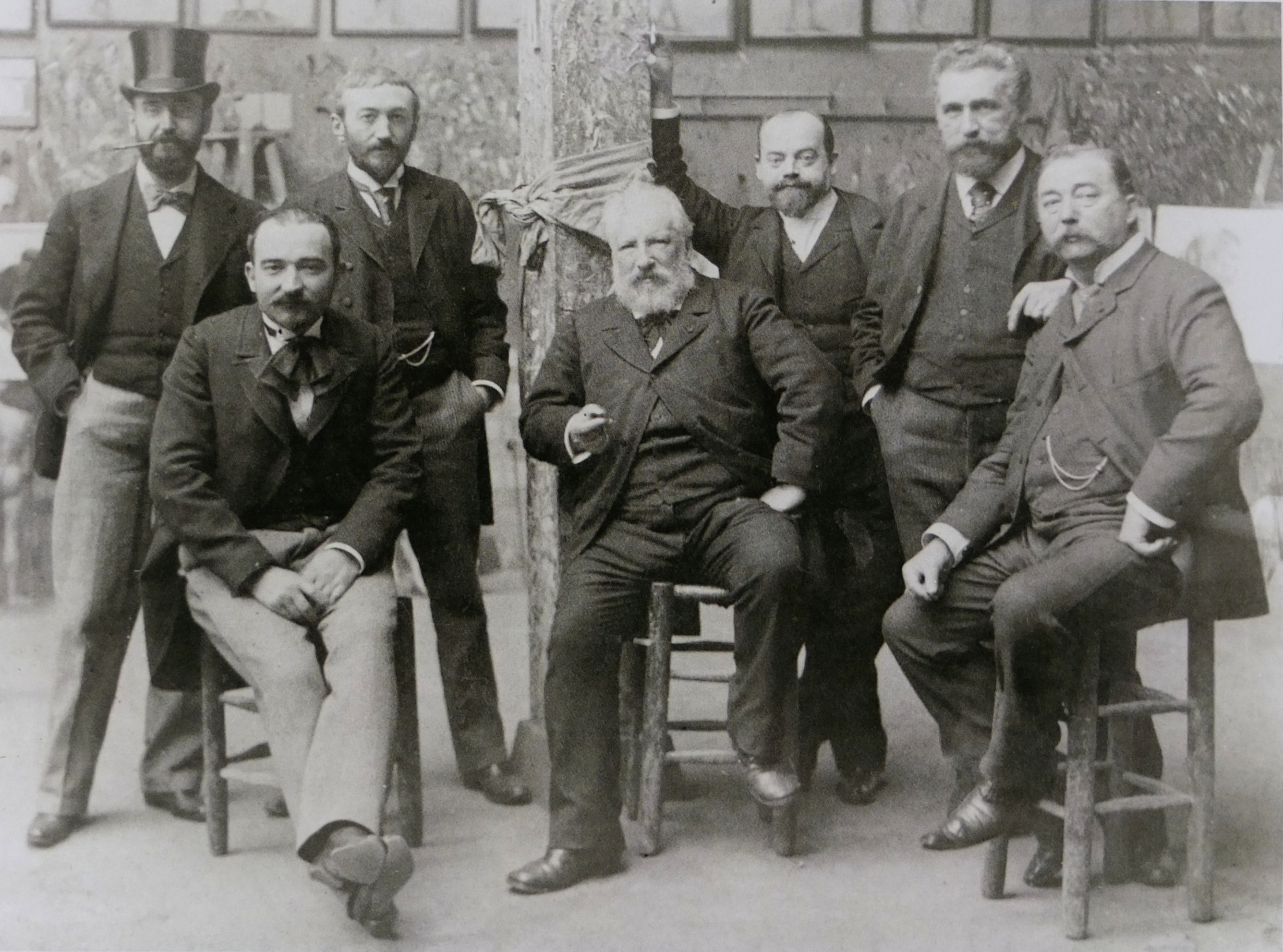
Les professeurs vers 1892.
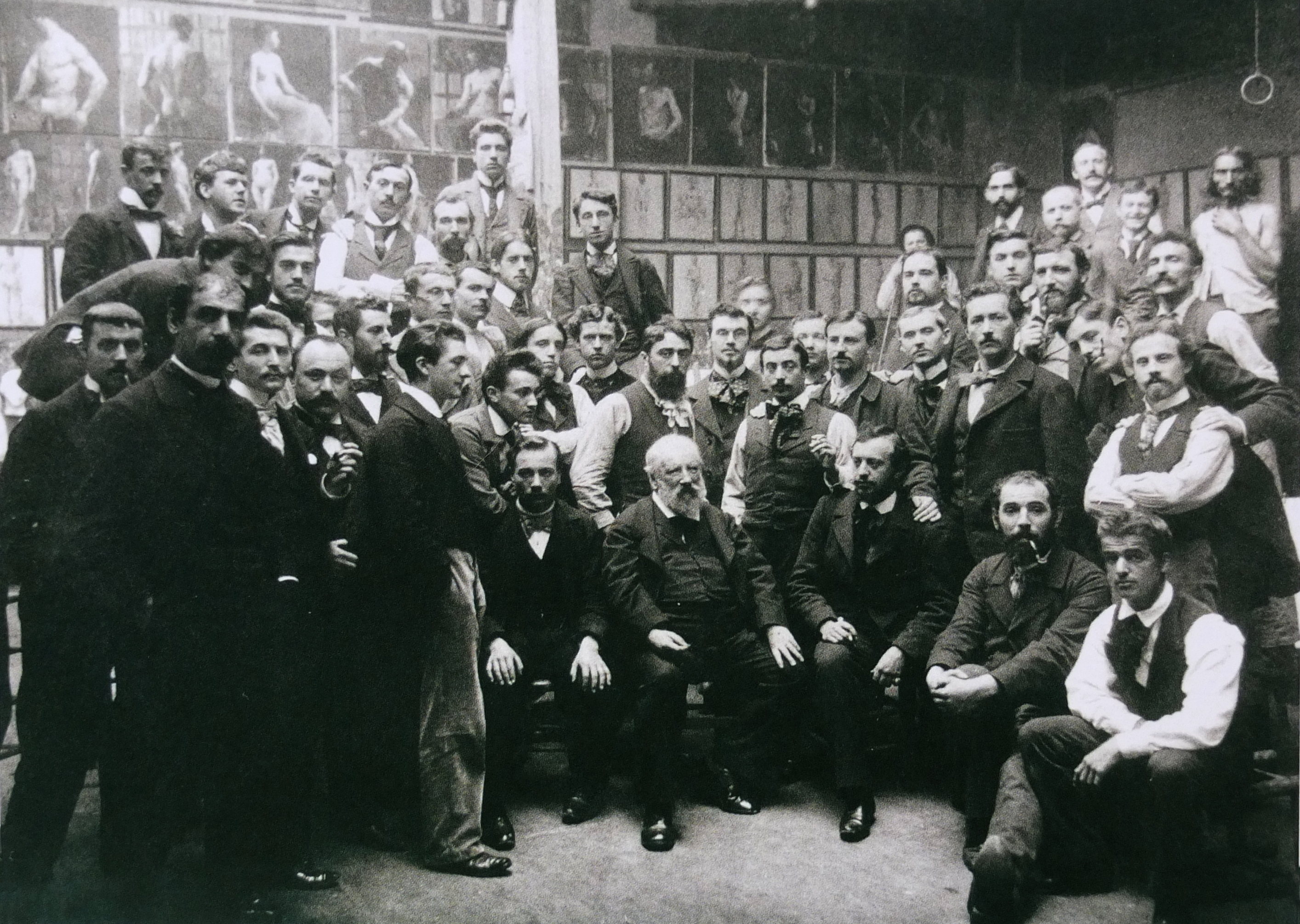
L'atelier de William Bouguereau vers 1890.
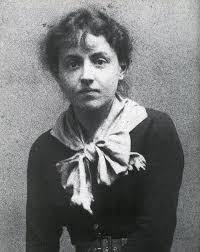
Louise Catherine Breslau (1856-1927), étudiante à l'Académie.

### Sources
- Les archives de l'Académie sont conservées aux Archives nationales à Pierrefitte-sur-Seine, sous la cote 63AS : inventaire du fonds 63AS.
- Liste des professeurs et des élèves de l'Académie Julian en ligne